# Liste ehemaliger Fluggesellschaften (Europa)
Dieser Artikel beinhaltet eine Auflistung ehemaliger Fluggesellschaften in Europa.
Siehe auch
- Liste ehemaliger Fluggesellschaften (Afrika)
- Liste ehemaliger Fluggesellschaften (Amerika)
- Liste ehemaliger Fluggesellschaften (Asien)
- Liste ehemaliger Fluggesellschaften (Australien und Ozeanien)

Zu bestehenden Fluggesellschaften siehe Liste von Fluggesellschaften. 
| Name                                          | Herkunftsland                                           | Gründungsjahr              | Jahr der Betriebseinstellung         |
| --------------------------------------------- | ------------------------------------------------------- | -------------------------- | ------------------------------------ |
| AB Aerotransport                              | Schweden                                                | 1924                       | 1950                                 |
| AB Airlines                                   | Vereinigtes Königreich                                  | 1993                       | 1999                                 |
| Abacus Air                                    | Deutschland                                             | 1974                       | 1978                                 |
| Abelag Airways                                | Belgien                                                 | 1979                       | 2000                                 |
| Aberdeen Airways                              | Vereinigtes Königreich                                  | 1962                       | 1992                                 |
| Ad Astra Aero                                 | Schweiz                                                 | 1919                       | 1930                                 |
| Ada Air Albania                               | Albanien                                                | 1991                       | 2007                                 |
| Adria Airways                                 | Slowenien                                               | 1961                       | 2019                                 |
| AeBal                                         | Spanien                                                 | 1999                       | 2008                                 |
| Aer Arann                                     | Irland                                                  | 1970                       | 2014                                 |
| Aer Turas                                     | Irland                                                  | 1962                       | 2003                                 |
| AerianTur-M                                   | Moldau                                                  | 1996                       | 2007                                 |
| Aermediterranea                               | Italien                                                 | 1981                       | 1985                                 |
| Aero                                          | Polen                                                   | 1925                       | 1928                                 |
| Aero Airlines                                 | Estland                                                 | 2002                       | 2008                                 |
| Aero Business Charter                         | Deutschland                                             | 1997                       | 2010                                 |
| Aero Flight                                   | Deutschland                                             | 2003                       | 2005                                 |
| Aero Lloyd                                    | Deutschland                                             | 1979                       | 2003                                 |
| Aero Portuguesa                               | Portugal                                                | 1934                       | 1953                                 |
| Aero Services Executive                       | Frankreich                                              | 1985                       | 2010                                 |
| Aero Trasporti Italiani                       | Italien                                                 | 1963                       | 1994                                 |
| Aerocenter Trafikflyg                         | Schweden                                                | 1976                       | 1985                                 |
| Aerocom                                       | Moldau                                                  | 1998                       | 2004                                 |
| Aerocondor                                    | Portugal                                                | 1975                       | 2008                                 |
| Aeroflot Cargo                                | Russland                                                | 2005                       | 2009                                 |
| Aerojet (Schweiz)                             | Schweiz                                                 | 1991                       | 1996                                 |
| Aeroland                                      | Griechenland                                            | 2000                       | 2012                                 |
| Aerolloyd                                     | Polen                                                   | 1922                       | 1928                                 |
| Aéromaritime                                  | Frankreich                                              | 1966                       | 1991                                 |
| Aeromist-Kharkiv                              | Ukraine                                                 | 2002                       | 2007                                 |
| Aeronaut                                      | Estland                                                 | 1921                       | 1928                                 |
| Aero-Nord                                     | Dänemark                                                | 1965                       | 1965                                 |
| Aeronord                                      | Moldau                                                  | 2006                       | 2007                                 |
| Aeroput                                       | Jugoslawien                                             | 1927                       | 1947                                 |
| Aerosvit Airlines                             | Ukraine                                                 | 1994                       | 2013                                 |
| African Safari Airways                        | Kenia Schweiz                                           | 1967                       | 2008                                 |
| Ago                                           | Estland                                                 | 1939                       | 1940                                 |
| Agroar Carga Aérea                            | Portugal                                                | 1992                       | 2005                                 |
| Aigle Azur (1946)                             | Frankreich                                              | 1946                       | 1955                                 |
| Aigle Azur (1970)                             | Frankreich                                              | 1970                       | 2019                                 |
| Air 2000                                      | Vereinigtes Königreich                                  | 1987                       | 2000                                 |
| Air Adriatic                                  | Kroatien                                                | 2001                       | 2007                                 |
| Air Afrique                                   | Afrika und Frankreich (multinationale Fluggesellschaft) | 1961                       | 2001                                 |
| Air Åland                                     | Finnland                                                | 2005                       | 2012                                 |
| Air Alpes                                     | Frankreich                                              | 1961                       | 1981                                 |
| Air Alps                                      | Österreich                                              | 1998                       | 2014                                 |
| Air Alsace                                    | Frankreich                                              | 1962                       | 1981                                 |
| Air Antwerp                                   | Belgien                                                 | 2019                       | 2021                                 |
| Air Atlantis                                  | Portugal                                                | 1985                       | 1993                                 |
| Air Austria                                   | Österreich                                              | 1955                       | 1957                                 |
| Air Bashkortostan                             | Russland                                                | 2006                       | 2013                                 |
| Air Bee                                       | Italien                                                 | 2007                       | 2010                                 |
| Air Belgium (1979)                            | Belgien                                                 | 1980                       | 2000                                 |
| Air Berlin                                    | Deutschland                                             | 1978                       | 2017                                 |
| Air Botnia                                    | Finnland                                                | 1987                       | 2004                                 |
| Air Bremen                                    | Deutschland                                             | 1988                       | 1990                                 |
| Air Bristol                                   | Vereinigtes Königreich                                  | 1993                       | 1999                                 |
| Air Cargo Germany                             | Deutschland                                             | 2008                       | 2013                                 |
| Air Cargo Global                              | Slowakei                                                | 2013                       | 2020                                 |
| Air Charter                                   | Frankreich                                              | 1966                       | 1998                                 |
| Air City                                      | Schweiz                                                 | 1987                       | 1991                                 |
| Air Columbus                                  | Portugal                                                | 1989                       | 1994                                 |
| Air Comet                                     | Spanien                                                 | 1996                       | 2009                                 |
| Air Commerz                                   | Deutschland                                             | 1970                       | 1972                                 |
| Air Contractors                               | Irland                                                  | 1998                       | 2015                                 |
| Air Croatia                                   | Kroatien                                                | 2013                       | 2015                                 |
| Air Engiadina                                 | Schweiz                                                 | 1986                       | 1999                                 |
| Air España                                    | Spanien                                                 | 1984                       | 1986                                 |
| Air Europa                                    | Spanien                                                 | 1996                       | 2001                                 |
| Air Europe                                    | Vereinigtes Königreich                                  | 1979                       | 1991                                 |
| Air Europe (Italien)                          | Italien                                                 | 1989                       | 2008                                 |
| Air Europe Express                            | Vereinigtes Königreich                                  | 1989                       | 1991                                 |
| Air Evex                                      | Deutschland                                             | 1990                       | 2007                                 |
| Air Executive Norway                          | Norwegen                                                | 1972                       | 1980                                 |
| Air Exel                                      | Niederlande                                             | 1991                       | 2005                                 |
| Air Express Sweden                            | Schweden                                                | 2008                       | 2009                                 |
| Air Faisal                                    | Vereinigtes Königreich                                  | 1975                       | 1978                                 |
| Air Ferry                                     | Vereinigtes Königreich                                  | 1963                       | 1968                                 |
| Air Finland                                   | Finnland                                                | 2002                       | 2012                                 |
| Air Globe                                     | Schweiz                                                 | 1947                       | 1948                                 |
| Air Go Airlines                               | Griechenland                                            | 2008                       | 2011                                 |
| Air Holland                                   | Niederlande                                             | 1984                       | 2004                                 |
| Air Iceland Connect                           | Island                                                  | 1997                       | 2021                                 |
| Air Inter                                     | Frankreich                                              | 1954                       | 1997                                 |
| Air Italy (2005)                              | Italien                                                 | 2005                       | 2011                                 |
| Air Italy (2018)                              | Italien                                                 | 2018                       | 2020                                 |
| Air Liberté                                   | Frankreich                                              | 1987                       | 2003                                 |
| Air Lithuania                                 | Litauen                                                 | 1991                       | 2005                                 |
| Air Littoral                                  | Frankreich                                              | 1973                       | 2004                                 |
| Air Lituanica                                 | Litauen                                                 | 2013                       | 2015                                 |
| Air Luxor                                     | Portugal                                                | 1988                       | 2006                                 |
| Air Madeira                                   | Portugal                                                | 1997                       | 2000                                 |
| Air Madrid                                    | Spanien                                                 | 2003                       | 2006                                 |
| Air Malta                                     | Malta                                                   | 1973                       | 2024                                 |
| Air Méditerranée                              | Frankreich                                              | 1997                       | 2016                                 |
| Air Nautic                                    | Frankreich                                              | 1958                       | 1966                                 |
| Air Norway (virtuell)                         | Norwegen                                                | 2003                       | 2017                                 |
| Air Omega                                     | Deutschland                                             | 2001                       | 2003                                 |
| Air One                                       | Italien                                                 | 1983                       | 2014                                 |
| Air Onix                                      | Ukraine                                                 | 2012                       | 2013                                 |
| Air Poland                                    | Polen                                                   | 2007                       | 2012                                 |
| Air Polonia                                   | Polen                                                   | 2001                       | 2004                                 |
| Air Slovakia                                  | Slowakei                                                | 1993                       | 2010                                 |
| Air Southwest                                 | Vereinigtes Königreich                                  | 2003                       | 2011                                 |
| Air Spain                                     | Spanien                                                 | 1965                       | 1975                                 |
| Air Starline                                  | Schweiz                                                 | 1990                       | 1994                                 |
| Air Sul                                       | Portugal                                                | 1989                       | 1992                                 |
| Air Sweden                                    | Schweden                                                | 2009                       | 2013                                 |
| Air Switzerland                               | Schweiz                                                 | 2002                       | 2002                                 |
| Air Sylhet                                    | Österreich                                              | 2007                       | 2009                                 |
| Air Tourisme Alpin ATA                        | Schweiz                                                 | 1969                       | 1973                                 |
| Air Trader                                    | Schweden                                                | 1972                       | 1973                                 |
| Air Traffic                                   | Deutschland                                             | 1969                       | 2015                                 |
| Air UK                                        | Vereinigtes Königreich                                  | 1980                       | 2003                                 |
| Air UK Leisure                                | Vereinigtes Königreich                                  | 1987                       | 1996                                 |
| Air Vallée                                    | Italien                                                 | 1987                       | 2016                                 |
| Air Vendée                                    | Frankreich                                              | 1975                       | 1992                                 |
| Air Via                                       | Bulgarien                                               | 1990                       | 2016                                 |
| Air Viking                                    | Island                                                  | 1970                       | 1976                                 |
| Air Volga                                     | Russland                                                | 1992                       | 2010                                 |
| Air Wales                                     | Vereinigtes Königreich                                  | 1997                       | 2006                                 |
| AirClass Airways                              | Spanien                                                 | 2003                       | 2008                                 |
| Aircraft Transport & Travel                   | Vereinigtes Königreich                                  | 1916                       | 1921                                 |
| AirLift Service                               | Mazedonien                                              | 2008                       | 2010                                 |
| Airlinair                                     | Frankreich                                              | 1999                       | 2016                                 |
| Airstars                                      | Russland                                                | 2000                       | 2011                                 |
| Airtaco                                       | Schweden                                                | 1950                       | 1957                                 |
| Airtours International                        | Vereinigtes Königreich                                  | 1990                       | 2002                                 |
| AiRUnion                                      | Russland                                                | 2004                       | 2008                                 |
| Airways International Cymru                   | Vereinigtes Königreich                                  | 1984                       | 1988                                 |
| Airworld                                      | Vereinigtes Königreich                                  | 1994                       | 1998                                 |
| Ala Littoria                                  | Italien                                                 | 1934                       | 1946                                 |
| Albanian Airlines                             | Albanien                                                | 1992                       | 2011                                 |
| Albatros Airways                              | Albanien                                                | 2004                       | 2006                                 |
| Albtransport                                  | Albanien                                                | 1957                       | 1991                                 |
| Alexandair                                    | Griechenland                                            | 2005                       | 2007                                 |
| Alidair                                       | Vereinigtes Königreich                                  | 1972                       | 1981                                 |
| Alisarda                                      | Italien                                                 | 1963                       | 2020                                 |
| Alitalia                                      | Italien                                                 | 1946                       | 2021                                 |
| Alitalia Cargo                                | Italien                                                 | 1947                       | 2009                                 |
| Alitalia CityLiner                            | Italien                                                 | 2011                       | 2021                                 |
| Alitalia Express                              | Italien                                                 | 1997                       | 2015                                 |
| Alpar                                         | Schweiz                                                 | 1929                       | 1949                                 |
| Alpha Express Airlines                        | Lettland                                                | 2012                       | 2016                                 |
| Alpi Eagles                                   | Italien                                                 | 1996                       | 2008                                 |
| Amadeus Flugdienst                            | Deutschland                                             | 1996                       | 2004                                 |
| Ambassador Airways                            | Vereinigtes Königreich                                  | 1992                       | 1994                                 |
| Amber Air                                     | Litauen                                                 | 2004                       | 2007                                 |
| Amber Airways                                 | Vereinigtes Königreich                                  | 1988                       | 1988                                 |
| Amerer Air                                    | Österreich                                              | 1995                       | 2012                                 |
| Amsterdam Airlines                            | Niederlande                                             | 2007                       | 2011                                 |
| Ándalus Lineas Aéreas                         | Spanien                                                 | 2008                       | 2010                                 |
| Antares Airtransport                          | Deutschland                                             | 2001                       | 2007                                 |
| AOM French Airlines                           | Frankreich                                              | 1991                       | 2001 / 2003                          |
| Apatas Air                                    | Litauen                                                 | 1994                       | 2009                                 |
| Apollo Airlines                               | Griechenland                                            | 1994                       | 1996                                 |
| Aquila Airways                                | Vereinigtes Königreich                                  | 1948                       | 1958                                 |
| Arberia Airlines                              | Albanien                                                | 1991                       | 1995                                 |
| ArGo Airways                                  | Griechenland                                            | 2009                       | 2010                                 |
| Arnarflug                                     | Island                                                  | 1976                       | 1991                                 |
| ARTOP Linhas Aéreas                           | Portugal                                                | 1951                       | 1958                                 |
| ASL Airlines Spain                            | Spanien                                                 | 2016                       | 2018                                 |
| ASL Airlines Switzerland                      | Schweiz                                                 | 2015                       | 2017                                 |
| Astraeus                                      | Vereinigtes Königreich                                  | 2002                       | 2011                                 |
| Athens Airways                                | Griechenland                                            | 2008                       | 2010                                 |
| Atlantique Air Assistance                     | Frankreich                                              | 1989                       | 2017                                 |
| Atlantis                                      | Deutschland                                             | 1968                       | 1972                                 |
| Atlant-Soyuz Airlines                         | Russland                                                | 1993                       | 2010                                 |
| Augsburg Airways                              | Deutschland                                             | 1980 (als Interot Airways) | 2013                                 |
| Augusta Air                                   | Deutschland                                             | 1985                       | 2014                                 |
| Aurela                                        | Litauen                                                 | 1995                       | 2013                                 |
| Aurora Airlines                               | Slowenien                                               | 2005                       | 2009                                 |
| Austrojet                                     | Österreich                                              | 2008                       | 2010                                 |
| Autair International Airways                  | Vereinigtes Königreich                                  | 1960                       | 1970                                 |
| Avair                                         | Irland                                                  | 1982                       | 1984                                 |
| Aviaco                                        | Spanien                                                 | 1948                       | 1998                                 |
| Aviaction                                     | Deutschland                                             | 1969                       | 1973                                 |
| Aviaenergo                                    | Russland                                                | 1992                       | 2011                                 |
| Avianova                                      | Italien                                                 | 1987                       | 1997                                 |
| AviaNova                                      | Russland                                                | 2009                       | 2011                                 |
| Aviaprad                                      | Russland                                                | 1996                       | 2008                                 |
| Aviavilsa                                     | Litauen                                                 | 1998                       | 2018                                 |
| Avies                                         | Estland                                                 | 1991                       | 2016                                 |
| Avio Linee Italiane                           | Italien                                                 | 1926                       | 1952                                 |
| Aviogenex                                     | Serbien                                                 | 1968                       | 2015                                 |
| Avioimpex                                     | Mazedonien                                              | 1992                       | 2002                                 |
| Avitrans                                      | Schweden                                                | 2004                       | 2010                                 |
| Azur Air (Deutschland)                        | Deutschland                                             | 2016                       | 2018                                 |
| BA Connect                                    | Vereinigtes Königreich                                  | 2006                       | 2007                                 |
| B-Air Charter                                 | Deutschland                                             | 2009                       | 2016                                 |
| B&H Airlines                                  | Bosnien und Herzegowina                                 | 1994                       | 2015                                 |
| Baboo                                         | Schweiz                                                 | 2003                       | 2011                                 |
| Badische Luftverkehrs-GmbH                    | Deutschland                                             | 1919                       | 1921                                 |
| Baikal Airlines                               | Russland                                                | 1991                       | 1999                                 |
| Balair                                        | Schweiz                                                 | 1925                       | 2001                                 |
| Balkan Bulgarian Airlines                     | Bulgarien                                               | 1947                       | 2002                                 |
| Baltic International                          | Lettland                                                | 1992                       | 1995                                 |
| Base Airlines                                 | Niederlande                                             | 1985                       | 2001                                 |
| Bashkirian Airlines                           | Russland                                                | 1991                       | 2007                                 |
| Bavaria Fluggesellschaft                      | Deutschland                                             | 1957                       | 1977                                 |
| Bavaria Germanair                             | Deutschland                                             | 1977                       | 1979                                 |
| Bayerischer Flugdienst                        | Deutschland                                             | 1954                       | 1975                                 |
| BEA Airtours                                  | Vereinigtes Königreich                                  | 1969                       | 1973                                 |
| Belair (Fluggesellschaft)                     | Schweiz                                                 | 2001                       | 2017                                 |
| Belgian International Air Services (BIAS)     | Belgien                                                 | 1959                       | 1973                                 |
| Belle Air                                     | Albanien                                                | 2005                       | 2013                                 |
| Belle Air Europe                              | Italien                                                 | 2009                       | 2013                                 |
| Bergen Air Transport                          | Norwegen                                                | 1961                       | 1977                                 |
| Bergen Air Transport (1998)                   | Norwegen                                                | 1998                       | 2017                                 |
| Berlin European UK                            | Vereinigtes Königreich                                  | 1985                       | 1991                                 |
| Berline                                       | Deutschland                                             | 1991                       | 1994                                 |
| Bingo Airways                                 | Polen                                                   | 2012                       | 2014                                 |
| Birdy Airlines                                | Belgien                                                 | 2002                       | 2004                                 |
| Bizair                                        | Deutschland                                             | 1990                       | 2010                                 |
| B.K.S. Aero Charter                           | Vereinigtes Königreich                                  | 1952                       | 1954                                 |
| BKS Air Transport                             | Vereinigtes Königreich                                  | 1954                       | 1970                                 |
| Blue Line                                     | Frankreich                                              | 2002                       | 2010                                 |
| Blue Panorama Airlines                        | Italien                                                 | 1998                       | 2021                                 |
| Blue Scandinavia                              | Schweden                                                | 1996                       | 1998                                 |
| Blue Wings                                    | Deutschland                                             | 2002                       | 2010                                 |
| Bluebird Aviation (Deutschland)               | Deutschland                                             | ?                          | 2013                                 |
| Blue1                                         | Finnland                                                | 1987                       | 2016                                 |
| bmibaby                                       | Vereinigtes Königreich                                  | 2002                       | 2012                                 |
| Bonair Business Charter                       | Deutschland                                             | 1998                       | 2004                                 |
| Bosnian Wand Airlines                         | Bosnien und Herzegowina                                 | 2014                       | 2015                                 |
| Braathens S.A.F.E.                            | Norwegen                                                | 1946                       | 2009                                 |
| Bravo Airlines                                | Spanien                                                 | 2004                       | 2008                                 |
| Bremenfly                                     | Deutschland                                             | 2008                       | 2010                                 |
| Bremerhaven Airline                           | Deutschland                                             | ?                          | 2002                                 |
| Brit Air                                      | Frankreich                                              | 1973                       | 2013                                 |
| Britannia Airways                             | Vereinigtes Königreich                                  | 1964                       | 2005                                 |
| Britannia Airways (Deutschland)               | Deutschland                                             | 1997                       | 2001                                 |
| Britavia                                      | Vereinigtes Königreich                                  | 1954                       | 1959                                 |
| British Air Ferries                           | Vereinigtes Königreich                                  | 1967                       | 1993                                 |
| British Airtours                              | Vereinigtes Königreich                                  | 1973                       | 1988                                 |
| British Airways Citiexpress                   | Vereinigtes Königreich                                  | 2002                       | 2006                                 |
| British Caledonian Airways                    | Vereinigtes Königreich                                  | 1970                       | 1988                                 |
| British Caledonian Airways Charter            | Vereinigtes Königreich                                  | 1982                       | 1985                                 |
| British Eagle International Airlines          | Vereinigtes Königreich                                  | 1963                       | 1968                                 |
| British European Airways                      | Vereinigtes Königreich                                  | 1948                       | 1974                                 |
| British Island Airways                        | Vereinigtes Königreich                                  | 1970                       | 1980                                 |
| British Mediterranean Airways                 | Vereinigtes Königreich                                  | 1994                       | 2007                                 |
| British Midland Airways                       | Vereinigtes Königreich                                  | 1938                       | 2012                                 |
| British Overseas Airways Corporation          | Vereinigtes Königreich                                  | 1939                       | 1974                                 |
| British South American Airways                | Vereinigtes Königreich                                  | 1945                       | 1950                                 |
| British United Air Ferries                    | Vereinigtes Königreich                                  | 1963                       | 1967                                 |
| British United Airways                        | Vereinigtes Königreich                                  | 1960                       | 1970                                 |
| British United (Channel Islands) Airways      | Vereinigtes Königreich                                  | 1962                       | 1968                                 |
| British United Island Airways                 | Vereinigtes Königreich                                  | 1968                       | 1970                                 |
| British World Airlines                        | Vereinigtes Königreich                                  | 1963                       | 2001                                 |
| Brymon Airways                                | Vereinigtes Königreich                                  | 1970                       | 2002                                 |
| Bulair                                        | Bulgarien                                               | 1967                       | 1972                                 |
| Bulgarian Eagle                               | Bulgarien                                               | 2017                       | 2019                                 |
| Busy Bee of Norway                            | Norwegen                                                | 1965                       | 1992                                 |
| Buzz                                          | Vereinigtes Königreich                                  | 2000                       | 2003                                 |
| Cal Air International                         | Vereinigtes Königreich                                  | 1985                       | 1988                                 |
| Calair                                        | Deutschland                                             | 1970                       | 1972                                 |
| Caledonian Airways (1961)                     | Vereinigtes Königreich                                  | 1961                       | 1970                                 |
| Caledonian Airways (1988)                     | Vereinigtes Königreich                                  | 1988                       | 1999                                 |
| Cambrian Air Services                         | Vereinigtes Königreich                                  | 1935                       | 1955                                 |
| Cambrian Airways                              | Vereinigtes Königreich                                  | 1955                       | 1976                                 |
| Cargoitalia                                   | Italien                                                 | 2003                       | 2011                                 |
| Cello Aviation                                | Vereinigtes Königreich                                  | 2009                       | 2018                                 |
| Centavia                                      | Serbien                                                 | 2005                       | 2006                                 |
| Central Charter Airlines Slovakia             | Slowakei                                                | 2010                       | 2011                                 |
| Central Connect Airlines                      | Tschechien                                              | 2005                       | 2014                                 |
| Centralwings                                  | Polen                                                   | 2004                       | 2009                                 |
| Challenge Air                                 | Deutschland                                             | 1994                       | 2018                                 |
| Channel Air Bridge                            | Vereinigtes Königreich                                  | 1955                       | 1962                                 |
| Channel Airways                               | Vereinigtes Königreich                                  | 1962                       | 1972                                 |
| Channel Express                               | Vereinigtes Königreich                                  | 1978                       | 2006                                 |
| CIDNA                                         | Frankreich Rumänien                                     | 1920                       | 1933                                 |
| Cimber (2012)                                 | Dänemark                                                | 2012                       | 2018                                 |
| Cimber Air                                    | Dänemark                                                | 1950                       | 2011                                 |
| Cimber Sterling                               | Dänemark                                                | 2008                       | 2011                                 |
| Cirrus Airlines                               | Deutschland                                             | 1995                       | 2012                                 |
| City Airline                                  | Schweden                                                | 1997                       | 2011                                 |
| City Bird                                     | Belgien                                                 | 1996                       | 2001                                 |
| City-air Germany                              | Deutschland                                             | 2000                       | 2004                                 |
| City-Flug                                     | Deutschland                                             | 1975                       | 1982                                 |
| CityJet (Dänemark)                            | Dänemark                                                | 2018                       | 2018                                 |
| Cityline Hungary                              | Ungarn                                                  | 2003                       | 2015                                 |
| Citywing                                      | Isle of Man                                             | 2012                       | 2017                                 |
| Clickair                                      | Spanien                                                 | 2006                       | 2009                                 |
| Clipper International (Avistar Cyprus)        | Schweiz                                                 | 1980                       | 1999                                 |
| Club Air                                      | Italien                                                 | 2002                       | 2008                                 |
| Clyden Airways                                | Irland                                                  | 1978                       | 1981                                 |
| Coast Air                                     | Norwegen                                                | 1986                       | 2008                                 |
| Cologne Air Transport GmbH                    | Deutschland                                             | 1991                       | 1996                                 |
| Cologne Commercial Flight                     | Deutschland                                             | 1984                       | 2001                                 |
| Color Air                                     | Norwegen                                                | 1998                       | 1999                                 |
| Comfort Air                                   | Deutschland                                             | 1978                       | 2009                                 |
| Conti-Flug                                    | Deutschland                                             | 1964                       | 1994                                 |
| Continentale Deutsche Luftreederei            | Deutschland                                             | 1958                       | 1962                                 |
| Compagnie Air Transport                       | Frankreich                                              | 1946                       | 1970                                 |
| Compagnie de transport aérien (CTA)           | Schweiz                                                 | 1978                       | 1993                                 |
| Companhia de Transportes Aéreos               | Portugal                                                | 1945                       | 1949                                 |
| Compañía Aero Marítima Mallorquina            | Spanien                                                 | 1921                       | 1922                                 |
| Conair of Scandinavia                         | Dänemark                                                | 1963                       | 1993                                 |
| Concors                                       | Lettland                                                | 1995                       | 2005                                 |
| Condor Berlin                                 | Deutschland                                             | 1998                       | 2013                                 |
| Connectair                                    | Vereinigtes Königreich                                  | 1983                       | 1989                                 |
| Contact Air                                   | Deutschland                                             | 1974                       | 2012                                 |
| Copterline                                    | Finnland                                                | 1960                       | 2016                                 |
| Court Line                                    | Vereinigtes Königreich                                  | 1970                       | 1974                                 |
| Cretan Airlines                               | Griechenland                                            | 1991                       | 1995                                 |
| Cronus Airlines                               | Griechenland                                            | 1995                       | 2001                                 |
| Crossair                                      | Schweiz                                                 | 1978                       | 2002                                 |
| Crossair Europe                               | Frankreich                                              | 1997                       | 2005                                 |
| Cunard Eagle Airways                          | Vereinigtes Königreich                                  | 1960                       | 1963                                 |
| Czech Connect Airlines                        | Tschechien                                              | 2011                       | 2012                                 |
| Dalavia                                       | Russland                                                | 1998                       | 2008                                 |
| Dan-Air London                                | Vereinigtes Königreich                                  | 1953                       | 1992                                 |
| Danube Wings                                  | Slowakei                                                | 2008                       | 2013                                 |
| Darwin Airline                                | Schweiz                                                 | 2003                       | 2017                                 |
| dauair                                        | Deutschland                                             | 2003                       | 2006                                 |
| dba                                           | Deutschland                                             | 2003                       | 2007                                 |
| Debonair                                      | Vereinigtes Königreich                                  | 1996                       | 1999                                 |
| DELAG                                         | Deutschland                                             | 1909                       | 1935                                 |
| Delsey Airlines                               | Belgien                                                 | 2002                       | 2002                                 |
| Delta Air                                     | Deutschland                                             | 1977                       | 1992                                 |
| Delta Air Transport                           | Belgien                                                 | 1966                       | 2002                                 |
| Denim Air ACMI                                | Niederlande                                             | 1996                       | 2016                                 |
| Denim Airways Bavaria                         | Deutschland                                             | 2003                       | 2005                                 |
| Deruluft                                      | Deutsches Reich/ Sowjetunion                            | 1921                       | 1937                                 |
| Det Norske Luftfartselskap (DNL)              | Norwegen                                                | 1933                       | 1948                                 |
| Deutsche BA                                   | Deutschland                                             | 1992                       | 2003                                 |
| Deutsche Lufthansa (DDR)                      | Deutsche Demokratische Republik                         | 1955                       | 1963                                 |
| Deutsche Luft-Reederei                        | Deutschland                                             | 1917                       | 1923                                 |
| Deutsche Verkehrsflug                         | Deutschland                                             | 1926                       | 1934                                 |
| Deutsche Zeppelin-Reederei                    | Deutsches Reich                                         | 1935                       | 1937                                 |
| Direct Aero Services                          | Rumänien                                                | 2007                       | 2013                                 |
| Direct Fly                                    | Polen                                                   | 2005                       | 2007                                 |
| DIX Aviation                                  | Deutschland                                             | 1991                       | 2008                                 |
| DLT Deutsche Luftverkehrsgesellschaft         | Deutschland                                             | 1974                       | 1992                                 |
| Dniproavia                                    | Ukraine                                                 | 1996                       | 2018                                 |
| Dobrolet Airlines                             | Russland                                                | 2013                       | 2014                                 |
| Domodedovo Airlines                           | Russland                                                | 1998                       | 2008                                 |
| Donaldson International Airways               | Vereinigtes Königreich                                  | 1964                       | 1974                                 |
| Donavia                                       | Russland                                                | 2000                       | 2016                                 |
| Donbassaero                                   | Ukraine                                                 | 1933                       | 2013                                 |
| Dubrovnik Airline                             | Kroatien                                                | 2004                       | 2011                                 |
| DutchBird                                     | Niederlande                                             | 2000                       | 2004                                 |
| Eagle Air                                     | Island                                                  | 1976                       | 1990                                 |
| Eagle Airways                                 | Vereinigtes Königreich                                  | 1953                       | 1960                                 |
| Eagle Aviation                                | Vereinigtes Königreich                                  | 1948                       | 1953                                 |
| EAS Europe Aero Service                       | Frankreich                                              | 1965                       | 1995                                 |
| East Anglian Flying Service                   | Vereinigtes Königreich                                  | 1946                       | 1962                                 |
| Eastwest Airlines                             | Deutschland                                             | 1994                       | 1995                                 |
| Efly                                          | Malta                                                   | 2009                       | 2010                                 |
| EFS Flug-Service                              | Deutschland                                             | 1980                       | 2009                                 |
| EI Air Exports                                | Irland                                                  | 1991                       | 2001                                 |
| Eirjet                                        | Irland                                                  | 2004                       | 2006                                 |
| Elbe Air                                      | Deutschland                                             | 2002                       | 2008                                 |
| Elbeflug                                      | Deutschland                                             | 1969                       | 1972                                 |
| Elivie                                        | Italien                                                 | 1956                       | 1971                                 |
| Emerald Airways                               | Vereinigtes Königreich                                  | 1987 (als Janes Aviation)  | 2006                                 |
| Enkor                                         | Russland                                                | 1997                       | 2004                                 |
| ESS Luftfahrtunternehmen                      | Deutschland                                             | 1986                       | 1988                                 |
| Estonian Air                                  | Estland                                                 | 1991                       | 2015                                 |
| Estonian Air Regional                         | Estland                                                 | 2008                       | 2013                                 |
| EUjet                                         | Irland                                                  | 2003                       | 2005                                 |
| Euravia                                       | Vereinigtes Königreich                                  | 1961                       | 1964                                 |
| Euro City Line                                | Deutschland                                             | 1995                       | 1995                                 |
| EuroAir                                       | Griechenland                                            | 1995                       | 2009                                 |
| Eurobelgian Airlines                          | Belgien                                                 | 1991                       | 1996                                 |
| EuroBerlin France                             | Frankreich                                              | 1988                       | 1994                                 |
| Eurofly                                       | Italien                                                 | 1989                       | 2010                                 |
| eurolot                                       | Polen                                                   | 1996                       | 2015                                 |
| EuroManx                                      | Vereinigtes Königreich                                  | 2002                       | 2008                                 |
| European Air Express                          | Deutschland                                             | 1999                       | 2007                                 |
| European Air Transport                        | Belgien                                                 | 1971                       | 2010                                 |
| European Aviation Air Charter                 | Vereinigtes Königreich                                  | 1989                       | 2008                                 |
| European Coastal Airlines                     | Kroatien                                                | 2000                       | 2016                                 |
| Excalibur Airways                             | Vereinigtes Königreich                                  | 1992                       | 1996                                 |
| Excel Airways                                 | Vereinigtes Königreich                                  | 2000                       | 2006                                 |
| Excellent Air                                 | Deutschland                                             | 1969                       | 2007                                 |
| Express Airways                               | Slowenien                                               | 1999                       | 2016                                 |
| Fairjets                                      | Deutschland                                             | 2008                       | 2011                                 |
| Dix Aviation                                  | Deutschland                                             | 1999                       | 2008                                 |
| Farnair                                       | Schweiz                                                 | 1984                       | 2015                                 |
| Farner Air Transport                          | Schweiz                                                 | 1984                       | 1991                                 |
| Field Aviation                                | Deutschland                                             | 1990                       | 1991                                 |
| Filder Air Service                            | Deutschland                                             | 1999                       | 2000                                 |
| Finncomm Airlines                             | Finnland                                                | 1993                       | 2011                                 |
| First Choice Airways                          | Vereinigtes Königreich                                  | 1987                       | 2008                                 |
| Flandre Air                                   | Frankreich                                              | 1977                       | 2001                                 |
| Flightline                                    | Vereinigtes Königreich                                  | 1989                       | 2008                                 |
| FLM Aviation                                  | Deutschland                                             | 1976                       | 2013                                 |
| Flugdienst Fehlhaber                          | Deutschland                                             | 1970                       | 2006                                 |
| Flugfelag Austurlands                         | Island                                                  | 1972                       | 1998                                 |
| Flugfelag Islands                             | Island                                                  | 1997                       | 2017                                 |
| Flugfelag Norðurlands                         | Island                                                  | 1959                       | 1997                                 |
| Flugfelag Vestmannaeyja                       | Island                                                  | 1983                       | 2010                                 |
| Fly Alpha                                     | Deutschland                                             | 2004                       | 2019                                 |
| Fly Hellas                                    | Griechenland                                            | 2009                       | 2011                                 |
| Fly Viking                                    | Norwegen                                                | 2017                       | 2018                                 |
| Flyr                                          | Norwegen                                                | 2020                       | 2023                                 |
| FlyAnt                                        | Spanien                                                 | 2006                       | 2008                                 |
| Flybe                                         | Vereinigtes Königreich                                  | 2002                       | 2020                                 |
| Flybmi                                        | Vereinigtes Königreich                                  | 1987                       | 2019                                 |
| Flyglobespan                                  | Vereinigtes Königreich                                  | 2002                       | 2009                                 |
| Flying Colours Airlines                       | Vereinigtes Königreich                                  | 1995                       | 1999                                 |
| Flying Enterprise                             | Dänemark                                                | 1959                       | 1965                                 |
| Flying Finn                                   | Finnland                                                | 2002                       | 2004                                 |
| Flying Services                               | Italien                                                 | 1983                       | 1989                                 |
| FlyLAL-Lithuanian Airlines                    | Litauen                                                 | 1991                       | 2010                                 |
| FlyMe                                         | Schweden                                                | 2004                       | 2007                                 |
| Flynext                                       | Deutschland                                             | 2011                       | 2012                                 |
| Fox Air                                       | Deutschland                                             | 2002                       | 2006                                 |
| First Choice Airways                          | Vereinigtes Königreich                                  | 2000                       | 2008                                 |
| French Blue                                   | Frankreich                                              | 2016                       | 2018                                 |
| FTG Air Service Flugcharter                   | Deutschland                                             | 1985                       | 1990                                 |
| FTI Fluggesellschaft                          | Deutschland                                             | 1998                       | 2001                                 |
| Futura Gael                                   | Irland                                                  | 2007                       | 2008                                 |
| Futura International Airways                  | Spanien                                                 | 1989                       | 2008                                 |
| Galaxy Airways                                | Griechenland                                            | 1999                       | 2001                                 |
| Gandalf Airlines                              | Italien                                                 | 1998                       | 2004                                 |
| GB Airways                                    | Vereinigtes Königreich                                  | 1995                       | 2008                                 |
| General Air                                   | Deutschland                                             | 1962                       | 1976                                 |
| German Cargo                                  | Deutschland                                             | 1977                       | 1993                                 |
| German Sky Airlines                           | Deutschland                                             | 2010                       | 2012                                 |
| German Wings                                  | Deutschland                                             | 1989                       | 1990                                 |
| Germanair                                     | Deutschland                                             | 1968                       | 1977                                 |
| Germania                                      | Deutschland                                             | 1986                       | 2019                                 |
| Germania Express                              | Deutschland                                             | 2012                       | 2013                                 |
| Germanwings                                   | Deutschland                                             | 1996 (als Eurowings Flug)  | 2020                                 |
| Girjet                                        | Spanien                                                 | 2003                       | 2008                                 |
| Global Supply Systems                         | Vereinigtes Königreich                                  | 2002                       | 2014                                 |
| Globe Air                                     | Schweiz                                                 | 1958                       | 1967                                 |
| Go Fly                                        | Vereinigtes Königreich                                  | 1998                       | 2002                                 |
| Golden Air                                    | Schweden                                                | 1976                       | 2013                                 |
| Griechische Luftfahrtgesellschaft             | Griechenland                                            | 1930                       | 1940                                 |
| Grixona                                       | Moldau                                                  | 2005                       | 2007                                 |
| Grozny Avia                                   | Russland                                                | 2007                       | 2017                                 |
| Guernsey Airlines                             | Vereinigtes Königreich                                  | 1977                       | 1988                                 |
| HADAG Air                                     | Deutschland                                             | 1974                       | 1983                                 |
| Hamburg Airlines                              | Deutschland                                             | 1988                       | 1997                                 |
| Hamburg Airways                               | Deutschland                                             | 2010                       | 2014                                 |
| Hamburg International                         | Deutschland                                             | 1998                       | 2010                                 |
| Hanse Express (Fluggesellschaft)              | Deutschland                                             | 1987                       | 1988                                 |
| Hanseflug                                     | Deutschland                                             | 1992                       | 2013                                 |
| Hapag-Lloyd Executive                         | Deutschland                                             | 1999                       | 2014                                 |
| Hapag-Lloyd Express                           | Deutschland                                             | 2002                       | 2007                                 |
| Helgoland Airlines                            | Deutschland                                             | 1993                       | 2003                                 |
| Helios Airways                                | Zypern                                                  | 1998                       | 2006                                 |
| Heliswiss                                     | Schweiz                                                 | 1953                       | 2012                                 |
| Helitt Líneas Aéreas                          | Spanien                                                 | 2010                       | 2014                                 |
| Hellas Jet                                    | Griechenland                                            | 2002                       | 2010                                 |
| Hellenic Imperial Airways                     | Griechenland                                            | 2006                       | 2012                                 |
| Hello                                         | Schweiz                                                 | 2004                       | 2012                                 |
| Helvetic Wings                                | Schweiz                                                 | 2003                       | 2004                                 |
| Hemus Air                                     | Bulgarien                                               | 1986                       | 2013                                 |
| Hermes Airlines                               | Griechenland                                            | 2011                       | 2016                                 |
| Hermes Aviation                               | Malta                                                   | 2014                       | 2015                                 |
| Hex’Air                                       | Frankreich                                              | 1991                       | 2017                                 |
| Highland Express Airways                      | Vereinigtes Königreich                                  | 1987                       | 1987                                 |
| Hunting Air Transport                         | Vereinigtes Königreich                                  | 1951                       | 1953                                 |
| Hunting Air Travel                            | Vereinigtes Königreich                                  | 1946                       | 1951 (ab 1951 Hunting Air Transport) |
| Hunting-Clan Air Transport                    | Vereinigtes Königreich                                  | 1953                       | 1960                                 |
| Hispania Lineas Aéreas                        | Spanien                                                 | 1982                       | 1989                                 |
| Hössl & Winkler                               | Deutschland                                             | ?                          | 1982                                 |
| Hola Airlines                                 | Spanien                                                 | 2002                       | 2010                                 |
| Holiday Express                               | Deutschland                                             | 1983                       | 1987                                 |
| Holidays Czech Airlines                       | Tschechien                                              | 2010                       | 2014                                 |
| Holstenflug                                   | Deutschland                                             | 1966                       | 1979                                 |
| Hubschrauber Sonder Dienst                    | Deutschland                                             | 1985                       | 2015                                 |
| Iberworld                                     | Spanien                                                 | 1998                       | 2011                                 |
| Icejet                                        | Island                                                  | 2005                       | 2010                                 |
| Iceland Express (virtuell)                    | Island                                                  | 2003                       | 2012                                 |
| IFA International Freight Airways             | Belgien                                                 | 1976                       | 1978                                 |
| Illich-Avia                                   | Ukraine                                                 | 2002                       | 2014                                 |
| Imperial Airways                              | Vereinigtes Königreich                                  | 1924                       | 1939                                 |
| Instone Air Line                              | Vereinigtes Königreich                                  | 1919                       | 1924                                 |
| Instone Airline (1981)                        | Vereinigtes Königreich                                  | 1981                       | 1996                                 |
| Inter City Airlines                           | Vereinigtes Königreich                                  | 1981                       | 1983                                 |
| Inter European Airways                        | Vereinigtes Königreich                                  | 1986                       | 1993                                 |
| Interconair                                   | Irland                                                  | 1976                       | 1977                                 |
| Interflug                                     | Deutsche Demokratische Republik                         | 1958                       | 1991                                 |
| Internord                                     | Dänemark Schweden                                       | 1965                       | 1968                                 |
| Interocean Airways                            | Luxemburg                                               | 1962                       | 1966                                 |
| Interregional Fluggesellschaft                | Deutschland                                             | 1967                       | 1974                                 |
| InterSky                                      | Österreich                                              | 2001                       | 2015                                 |
| Inversija                                     | Lettland                                                | 1991                       | 2012                                 |
| Invicta International Airlines                | Vereinigtes Königreich                                  | 1964                       | 1982                                 |
| Iona National Airways                         | Irland                                                  | 1931                       | 1994                                 |
| Islandsflug                                   | Island                                                  | 1991                       | 2005                                 |
| Islas Airways                                 | Spanien                                                 | 2001                       | 2012                                 |
| Isle of Man Air Services                      | Vereinigtes Königreich                                  | 1937                       | 1947                                 |
| ItAli Airlines                                | Italien                                                 | 2003                       | 2011                                 |
| Itavia                                        | Italien                                                 | 1958                       | 1980                                 |
| Jersey Airlines                               | Vereinigtes Königreich                                  | 1948                       | 1968                                 |
| Jersey Airways                                | Vereinigtes Königreich                                  | 1933                       | 1947                                 |
| Jersey European Airways                       | Vereinigtes Königreich                                  | 1979                       | 2000                                 |
| Jet Connection                                | Deutschland                                             | 1998                       | 2007                                 |
| Jet Sky Airways                               | Bulgarien                                               | 2021                       | 2025                                 |
| Jet Time                                      | Dänemark                                                | 2006                       | 2020                                 |
| Jetair                                        | Deutschland                                             | 1982                       | 1985                                 |
| Jetalliance                                   | Österreich                                              | 1996                       | 2013                                 |
| JetClub                                       | Schweiz                                                 | 2003                       | 2011                                 |
| JetGreen Airways                              | Irland                                                  | 2004                       | 2004                                 |
| Jetline                                       | Deutschland                                             | 2005                       | 2010                                 |
| Jetline International                         | Moldau                                                  | 2000                       | 2007                                 |
| Jetmagic                                      | Irland                                                  | 2003                       | 2004                                 |
| JeTran Air                                    | Rumänien                                                | 2005                       | 2008                                 |
| JMC Airlines                                  | Vereinigtes Königreich                                  | 2000                       | 2003                                 |
| Joon                                          | Frankreich                                              | 2017                       | 2019                                 |
| Junkers Luftverkehr                           | Deutschland                                             | 1921                       | 1926                                 |
| KAPO Aviakompania                             | Russland                                                | 1991                       | 2015                                 |
| Karair                                        | Finnland                                                | 1947                       | 1996                                 |
| Karat                                         | Russland                                                | 1993                       | 2011                                 |
| Kavminvodyavia                                | Russland                                                | 1961                       | 2011                                 |
| KD Avia                                       | Russland                                                | 1992                       | 2009                                 |
| Kogalymavia                                   | Russland                                                | 1993                       | 2015                                 |
| Komiinteravia                                 | Russland                                                | 1996                       | 2004                                 |
| Kosova Airlines                               | Kosovo                                                  | 2003                       | 2006                                 |
| KrasAir                                       | Russland                                                | 1993                       | 2008                                 |
| Kuban Airlines                                | Russland                                                | 1993                       | 2012                                 |
| Lagunair                                      | Spanien                                                 | 2003                       | 2008                                 |
| Laker Airways                                 | Vereinigtes Königreich                                  | 1966                       | 1982                                 |
| Landsflug                                     | Island                                                  | 2004                       | 2008                                 |
| LAR Transregional                             | Portugal                                                | 1985                       | 1993                                 |
| Latavio                                       | Lettland                                                | 1992                       | 1996                                 |
| Latpass Airlines                              | Lettland                                                | 1994                       | 2004                                 |
| Lauda Air                                     | Österreich                                              | 1979                       | 2013                                 |
| Lauda Air Italia                              | Italien                                                 | 1993                       | 2005                                 |
| Laus Air                                      | Kroatien                                                | 1993                       | 2004                                 |
| L’Avion                                       | Frankreich                                              | 2006                       | 2009                                 |
| Leisure International Airways                 | Vereinigtes Königreich                                  | 1992                       | 1998                                 |
| Level Europe                                  | Österreich                                              | 2017                       | 2020                                 |
| Linjeflyg                                     | Schweden                                                | 1957                       | 1992                                 |
| Lionair (Luxembourg)                          | Luxemburg                                               | 1988                       | 1990                                 |
| Livingston Compagnia Aerea                    | Italien                                                 | 2012                       | 2014                                 |
| Livingston Energy Flight                      | Italien                                                 | 2003                       | 2010                                 |
| Loch Lomond Seaplanes                         | Vereinigtes Königreich                                  | 2003                       | 2025                                 |
| Loftleidir                                    | Island                                                  | 1944                       | 1979                                 |
| LTE International Airways                     | Spanien                                                 | 1987                       | 2008                                 |
| LTS – Lufttransport Süd                       | Deutschland                                             | 1984                       | 1987                                 |
| LTU                                           | Deutschland                                             | 1955                       | 2008                                 |
| LTU Austria                                   | Österreich                                              | 2004                       | 2006                                 |
| LTU-Süd                                       | Deutschland                                             | 1987                       | 1998                                 |
| Luftfahrtgesellschaft Walter                  | Deutschland                                             | 1980                       | 2020                                 |
| Lufthansa Italia                              | Italien                                                 | 2009                       | 2011                                 |
| Luftreederei Karl Herfurtner                  | Deutschland                                             | 1955                       | 1957                                 |
| Lufttaxi Fluggesellschaft                     | Deutschland                                             | 1995                       | 2005                                 |
| Luftverkehr Friesland Harle                   | Deutschland                                             | 1983                       | 2014                                 |
| Luftverkehrsgesellschaft Ruhrgebiet           | Deutschland                                             | 1925                       | 1936                                 |
| Luzair                                        | Portugal                                                | 1997                       | 2011                                 |
| Macedonian Airlines                           | Griechenland                                            | 1992                       | 2003                                 |
| Macedonian Airlines MAT                       | Mazedonien                                              | 1994                       | 2009                                 |
| Maersk Air                                    | Dänemark                                                | 1969                       | 2005                                 |
| Malév                                         | Ungarn                                                  | 1946                       | 2012                                 |
| Malta Air Charter                             | Malta                                                   | 1990                       | 2004                                 |
| Manx2                                         | Isle of Man                                             | 2006                       | 2012                                 |
| Manx Airlines (1953)                          | Vereinigtes Königreich                                  | 1953                       | 1958                                 |
| Manx Airlines                                 | Vereinigtes Königreich                                  | 1982                       | 2002                                 |
| Master Airways                                | Serbien                                                 | 2006                       | 2007                                 |
| MAT Airways                                   | Mazedonien                                              | 2009                       | 2011                                 |
| MAT Macedonian Airlines                       | Mazedonien                                              | 1994                       | 2009                                 |
| MCA Airlines                                  | Schweden                                                | 2009                       | 2009                                 |
| Melilla Airlines                              | Spanien                                                 | 2013                       | 2015                                 |
| Meridiana                                     | Italien                                                 | 1991                       | 2020                                 |
| Meridiana                                     | Spanien                                                 | 1990                       | 1992                                 |
| Mey-Air                                       | Norwegen                                                | 1967                       | 1973                                 |
| Minerva Airlines                              | Italien                                                 | 1995                       | 2003                                 |
| Minerve (Fluggesellschaft)                    | Frankreich                                              | 1975                       | 1992                                 |
| MiniLiner                                     | Italien                                                 | 1981                       | 2015                                 |
| Mint Airways                                  | Spanien                                                 | 2009                       | 2012                                 |
| MK Airlines                                   | Vereinigtes Königreich                                  | 1990                       | 2010                                 |
| Moldavian Airlines                            | Moldau                                                  | 1994                       | 2014                                 |
| Monarch Airlines                              | Vereinigtes Königreich                                  | 1967                       | 2017                                 |
| Montana Austria                               | Österreich                                              | 1976                       | 1981                                 |
| Montenegro Airlines                           | Montenegro                                              | 1994                       | 2020                                 |
| Moscow Airways                                | Russland                                                | 1991                       | 1996                                 |
| Moskovia Airlines                             | Russland                                                | 1995                       | 2014                                 |
| Moskwa (Fluggesellschaft)                     | Russland                                                | 2010                       | 2011                                 |
| MSR Flug-Charter                              | Deutschland                                             | 1977                       | 2008                                 |
| MTM Aviation                                  | Deutschland                                             | 1980                       | 2002                                 |
| Myair                                         | Italien                                                 | 2004                       | 2009                                 |
| MyTravel Airways                              | Vereinigtes Königreich                                  | 2002                       | 2008                                 |
| MyTravel Airways Scandinavia                  | Schweden                                                | 2002                       | 2008                                 |
| Naske Air                                     | Deutschland                                             | 1976                       | 2001                                 |
| NetherLines                                   | Niederlande                                             | 1983                       | 1989                                 |
| New Axis Airways                              | Frankreich                                              | 2001                       | 2009                                 |
| Nex Aviation                                  | Irland                                                  | 2007                       | 2009                                 |
| Nextjet                                       | Schweden                                                | 2004                       | 2017                                 |
| Nightexpress                                  | Deutschland                                             | 1984                       | 2017                                 |
| Niki Luftfahrt                                | Österreich                                              | 2003                       | 2017                                 |
| Nora Air Services                             | Deutschland                                             | 1972                       | 1972                                 |
| Nordavia                                      | Deutschland                                             | 1976                       | 2000                                 |
| Nordic Air Sweden                             | Schweden                                                | 2009                       | 2013                                 |
| Nordic Airways                                | Schweden                                                | 2004                       | 2009                                 |
| Nordic East Airways                           | Schweden                                                | 1991                       | 1996                                 |
| Nordic European Airlines                      | Schweden                                                | 1996                       | 1998                                 |
| Nordic Global Airlines                        | Finnland                                                | 2011                       | 2015                                 |
| Norlandair (1974)                             | Island                                                  | 1974                       | 1997                                 |
| Norske Luftruter                              | Norwegen                                                | 1920                       | 1930                                 |
| Northeast Airlines                            | Vereinigtes Königreich                                  | 1970                       | 1976                                 |
| Northern Air Charter                          | Deutschland                                             | 1991                       | 2003                                 |
| Norway Airlines                               | Norwegen                                                | 1987                       | 1992                                 |
| Norwegian Air Sweden                          | Schweden                                                | 2018                       | 2021                                 |
| Norwegian.se                                  | Schweden                                                | 2001                       | 2008                                 |
| Novair                                        | Schweden                                                | 1997                       | 2023                                 |
| Novair International Airways                  | Vereinigtes Königreich                                  | 1988                       | 1990                                 |
| Nürnberger Flugdienst                         | Deutschland                                             | 1974                       | 1992                                 |
| Oasis International Airlines                  | Spanien                                                 | 1986                       | 1997                                 |
| Odessa Airlines                               | Ukraine                                                 | 1996                       | 2006                                 |
| Odette Airways                                | Schweiz                                                 | 2002                       | 2003                                 |
| ÖLAG                                          | Österreich                                              | 1923                       | 1939                                 |
| OLT Express                                   | Deutschland                                             | 1958                       | 2013                                 |
| OLT Express Poland                            | Polen                                                   | 2010 (als Yes Airways)     | 2012                                 |
| OLT Express Regional                          | Polen                                                   | 2001                       | 2012                                 |
| Olympic Airlines                              | Griechenland                                            | 1957                       | 2009                                 |
| Olympic Aviation                              | Griechenland                                            | 1971                       | 2003                                 |
| Omskavia                                      | Russland                                                | 1994                       | 2008                                 |
| OpenSkies                                     | Frankreich                                              | 2008                       | 2020                                 |
| Orbest Orizonia Airlines                      | Spanien                                                 | 2011                       | 2013                                 |
| Orenair                                       | Russland                                                | 1992                       | 2016                                 |
| Orion Airways (1956)                          | Vereinigtes Königreich                                  | 1956                       | 1960                                 |
| Orion Airways                                 | Vereinigtes Königreich                                  | 1978                       | 1989                                 |
| Osterman Air Charter                          | Schweden                                                | 1962                       | 1966                                 |
| Palair Macedonian Airways                     | Mazedonien                                              | 1991                       | 1996                                 |
| PAN Air Líneas Aéreas                         | Spanien                                                 | 1987                       | 2016                                 |
| Paninternational                              | Deutschland                                             | 1968                       | 1971                                 |
| Panorama Flugdienst                           | Deutschland                                             | 1985                       | 1995                                 |
| Paramount Airways                             | Vereinigtes Königreich                                  | 1986                       | 1989                                 |
| Partnair                                      | Norwegen                                                | 1968                       | 1989                                 |
| Peach Air                                     | Vereinigtes Königreich                                  | 1996                       | 1998                                 |
| Perm Airlines                                 | Russland                                                | 1992                       | 2009                                 |
| Peters Aviation                               | Vereinigtes Königreich                                  | 1968                       | 1978                                 |
| Phoenix Air Service                           | Deutschland                                             | 1989                       | 2006                                 |
| Phoenix Airways                               | Schweiz                                                 | 1970                       | 1974                                 |
| Pleuger Flugdienst                            | Deutschland                                             | 1973                       | 1978                                 |
| Polar Airways                                 | Vereinigtes Königreich                                  | 1982                       | 1983                                 |
| Polaris Air Transport                         | Norwegen                                                | 1965                       | 1969                                 |
| Polet Airlines                                | Russland                                                | 1988                       | 2014                                 |
| Pomair                                        | Belgien                                                 | 1969                       | 1974                                 |
| Premiair                                      | Dänemark Schweden                                       | 1994                       | 2002                                 |
| PRiMA Aero Trasporti Italiani                 | Italien                                                 | 2010                       | 2011                                 |
| Primera Air Nordic                            | Lettland                                                | 2014                       | 2018                                 |
| Primera Air Scandinavia                       | Dänemark                                                | 2003                       | 2018                                 |
| PrivatAir                                     | Schweiz Deutschland                                     | 1977                       | 2018                                 |
| Privateways                                   | Deutschland                                             | 2016                       | 2018                                 |
| Pronair                                       | Spanien                                                 | 2007                       | 2009                                 |
| Proteus Airlines                              | Frankreich                                              | 1985                       | 2001                                 |
| Pskovavia                                     | Russland                                                | 1944                       | 2018                                 |
| Pulkovo Airlines                              | Russland                                                | 1992                       | 2006                                 |
| Quantum Air                                   | Spanien                                                 | 1999                       | 2010                                 |
| RAS Flug                                      | Deutschland                                             | 1996                       | 2002                                 |
| Ratioflug                                     | Deutschland                                             | 1982                       | 1997                                 |
| Redcoat Air Cargo                             | Vereinigtes Königreich                                  | 1976                       | 1982                                 |
| Regio Air                                     | Deutschland                                             | 1993                       | 2015                                 |
| Régional                                      | Frankreich                                              | 2001                       | 2013                                 |
| Regional Air Express                          | Deutschland                                             | 2004                       | 2010                                 |
| Regional Airlines                             | Frankreich                                              | 1992                       | 2001                                 |
| Renan Air                                     | Moldau                                                  | 1994                       | 2003                                 |
| RFG – Regionalflug (Reise- und Industrieflug) | Deutschland                                             | 1976                       | 1993                                 |
| Rheingau Air Service                          | Deutschland                                             | 1974                       | 1983                                 |
| Rheinland Air Service                         | Deutschland                                             | 1971                       | 1996                                 |
| Rheintalflug                                  | Österreich                                              | 1973                       | 2002                                 |
| Rhine Air                                     | Schweiz                                                 | 1974                       | 1982                                 |
| Robin Hood Aviation                           | Österreich                                              | 2007                       | 2011                                 |
| Romavia                                       | Rumänien                                                | 1991                       | 2010                                 |
| Rotterdam Airlines                            | Niederlande                                             | 1977                       | 1984                                 |
| Rousseau Aviation                             | Frankreich                                              | 1963                       | 1975                                 |
| Royal Bengal Airline                          | Vereinigtes Königreich                                  | 2008                       | 2009                                 |
| Rumpler Luftverkehr                           | Deutschland                                             | 1922                       | 1926                                 |
| Saarland Airlines                             | Deutschland                                             | 1992                       | 1993                                 |
| Sabena                                        | Belgien                                                 | 1923                       | 2001                                 |
| Sabre Airways                                 | Vereinigtes Königreich                                  | 1994                       | 2000                                 |
| SAL Luftverkehr                               | Deutschland                                             | 1991                       | 1995                                 |
| Samair                                        | Slowakei                                                | 2010                       | 2014                                 |
| Samara Airlines                               | Russland                                                | 1996                       | 2008                                 |
| Saratov Airlines                              | Russland                                                | 1993                       | 2018                                 |
| SAS Norge                                     | Norwegen                                                | 1946                       | 2009                                 |
| S.A.T. (Special Air Transport)                | Deutschland                                             | 1978                       | 1986                                 |
| SAT Airlines                                  | Russland                                                | 1992                       | 2013                                 |
| SATA                                          | Schweiz                                                 | 1966                       | 1978                                 |
| SATA Internacional                            | Portugal                                                | 1998                       | 2015                                 |
| Scanair                                       | Dänemark Norwegen Schweden                              | 1961                       | 1993                                 |
| ScanBee                                       | Schweden                                                | 1977                       | 1985                                 |
| Scimitar Airlines                             | Vereinigtes Königreich                                  | 1978                       | 1981                                 |
| Seagle Air                                    | Slowakei                                                | 1995                       | 2009                                 |
| Senator Aviation Charter                      | Deutschland                                             | 1985                       | 2017                                 |
| Serviços Aéreos Portugueses                   | Portugal                                                | 1927                       | 1945                                 |
| Sibaviatrans                                  | Russland                                                | 1995                       | 2008                                 |
| Silver Arrows                                 | Luxemburg                                               | 1999                       | 2004                                 |
| Silver City Airways                           | Vereinigtes Königreich                                  | 1946                       | 1962                                 |
| Silverjet                                     | Vereinigtes Königreich                                  | 2004                       | 2008                                 |
| Sky Wings                                     | Griechenland                                            | 2004                       | 2012                                 |
| Skycruise Switzerland                         | Schweiz                                                 | 1996                       | 2009                                 |
| SkyEurope                                     | Österreich Slowakei                                     | 2001                       | 2009                                 |
| SkyExpress                                    | Russland                                                | 2006                       | 2011                                 |
| SkyTeam                                       | Deutschland                                             | 1997                       | 2002                                 |
| Skyways Express                               | Schweden                                                | 1993                       | 2012                                 |
| Skywork                                       | Schweiz                                                 | 1983                       | 2018                                 |
| Slovak Airlines                               | Slowakei                                                | 1996                       | 2007                                 |
| Small Planet Airlines (Deutschland)           | Deutschland                                             | 2015                       | 2018                                 |
| Small Planet Airlines (Italien)               | Italien                                                 | 2010                       | 2014                                 |
| Small Planet Airlines (Polen)                 | Polen                                                   | 2010                       | 2018                                 |
| SN Brussels Airlines                          | Belgien                                                 | 2002                       | 2006                                 |
| Sobelair                                      | Belgien                                                 | 1946                       | 2004                                 |
| South Airlines                                | Ukraine                                                 | 1999                       | 2013                                 |
| Spanair                                       | Spanien                                                 | 1986                       | 2012                                 |
| Spantax                                       | Spanien                                                 | 1959                       | 1988                                 |
| Star Airlines                                 | Frankreich                                              | 1995                       | 2006                                 |
| Star Airways                                  | Albanien                                                | 2008/2010                  | 2010                                 |
| Star1 Airlines                                | Litauen                                                 | 2009                       | 2010                                 |
| Starways                                      | Vereinigtes Königreich                                  | 1948                       | 1964                                 |
| Sterling Airlines                             | Dänemark                                                | 1962                       | 2008                                 |
| Stobart Air                                   | Irland                                                  | 1970                       | 2021                                 |
| Strategic Airlines                            | Luxemburg                                               | 2010                       | 2013                                 |
| Stuttgarter Flugdienst                        | Deutschland                                             | 1956                       | 2019                                 |
| Styrian Spirit                                | Österreich                                              | 2003                       | 2006                                 |
| Suckling Airways                              | Vereinigtes Königreich                                  | 1984                       | 2013                                 |
| Sud Aero Cargo                                | Moldau                                                  | 1994                       | 2001                                 |
| Südavia                                       | Deutschland                                             | 1980                       | 1990                                 |
| Südflug International                         | Deutschland                                             | 1952                       | 1968                                 |
| Südwestflug                                   | Deutschland                                             | 1964                       | 1968                                 |
| Sunexpress Deutschland                        | Deutschland                                             | 2011                       | 2020                                 |
| Sunshine Aviation                             | Schweiz                                                 | 1987                       | 1994                                 |
| Sunways Airlines                              | Schweden                                                | 1994                       | 1997                                 |
| Svea-Flyg                                     | Schweden                                                | 1962                       | 1964                                 |
| Sverigeflyg                                   | Schweden                                                | 2001                       | 2016                                 |
| Swedish Moose                                 | Schweden                                                | 2010                       | 2010                                 |
| Swiss European Air Lines                      | Schweiz                                                 | 2005                       | 2015                                 |
| Swiss Global Air Lines                        | Schweiz                                                 | 2015                       | 2018                                 |
| Swiss World Airways                           | Schweiz                                                 | 1997                       | 1998                                 |
| Swissair                                      | Schweiz                                                 | 1931                       | 2002                                 |
| Swisswings                                    | Schweiz                                                 | 1999                       | 2002                                 |
| TAG City Air                                  | Deutschland                                             | 2000                       | 2001                                 |
| Tandem Aero                                   | Moldau                                                  | 1998                       | 2019                                 |
| TAT (Fluggesellschaft)                        | Frankreich                                              | 1968                       | 1997                                 |
| Tatarstan Airlines                            | Russland                                                | 1993                       | 2013                                 |
| TEA Basel                                     | Schweiz                                                 | 1988                       | 1999                                 |
| TEA France                                    | Frankreich                                              | 1989                       | 1992                                 |
| TEA Italia                                    | Italien                                                 | 1990                       | 1995                                 |
| TEA UK                                        | Vereinigtes Königreich                                  | 1989                       | 1991                                 |
| Tempelhof Express Airlines                    | Deutschland                                             | 1998                       | 2000                                 |
| Ten Airways                                   | Rumänien                                                | 2009                       | 2015                                 |
| Tepavia Trans                                 | Moldau                                                  | 1999                       | 2006                                 |
| Teuto Airways Germany                         | Deutschland                                             | 1997                       | 2000                                 |
| Thomas Cook Airlines                          | Vereinigtes Königreich                                  | 2003                       | 2019                                 |
| Thomas Cook Airlines Belgium                  | Belgien                                                 | 2002                       | 2017                                 |
| Thomsonfly                                    | Vereinigtes Königreich                                  | 1962                       | 2008                                 |
| Tiramavia                                     | Moldau                                                  | 1998                       | 2007                                 |
| Tomsk Avia                                    | Russland                                                | 1992                       | 2015                                 |
| Trabajos Aéreos del Sahara (TASSA)            | Spanien                                                 | 1961                       | 1965                                 |
| Trabajos Aéreos y Enlaces (TAE)               | Spanien                                                 | 1957                       | 1981                                 |
| Trafik-Turist-Transportflyg                   | Schweden                                                | 1946                       | 1951                                 |
| Trans European Airways                        | Belgien                                                 | 1970                       | 1991                                 |
| Transaer International Airlines               | Irland                                                  | 1992                       | 2000                                 |
| Transaero                                     | Russland                                                | 1991                       | 2015                                 |
| Transeast Airlines                            | Lettland                                                | 1993                       | 2001                                 |
| Transair Sweden                               | Schweden                                                | 1950                       | 1981                                 |
| Transavia Denmark                             | Dänemark                                                | 2009                       | 2011                                 |
| Transavia Flug                                | Deutschland                                             | 1957                       | 1959                                 |
| Transeuropa Compañía de Aviación              | Spanien                                                 | 1965                       | 1982                                 |
| Transportes Aéreos da Índia Portuguesa        | Portugal                                                | 1955                       | 1961                                 |
| Transportes Aéreos de Timor                   | Portugal                                                | 1939                       | 1975                                 |
| Transports Aériens Intercontinentaux (TAI)    | Frankreich                                              | 1946                       | 1963                                 |
| Transwede                                     | Schweden                                                | 1985                       | 1996                                 |
| Transwede Airways                             | Schweden                                                | 2004                       | 2010                                 |
| Triple Alpha Luftfahrtgesellschaft            | Deutschland                                             | 1995                       | 2011                                 |
| Turku Air                                     | Finnland                                                | 1974                       | 2016                                 |
| Tyrolean Airways                              | Österreich                                              | 1980                       | 2015                                 |
| Unifly Express                                | Italien                                                 | 1980                       | 1990                                 |
| Unión Aérea Española                          | Spanien                                                 | 1925                       | 1939                                 |
| Union Aéromaritime de Transport (UAT)         | Frankreich                                              | 1933                       | 1963                                 |
| Union de Transports Aériens                   | Frankreich                                              | 1963                       | 1992                                 |
| UTair Express                                 | Russland                                                | 2004                       | 2015                                 |
| V Bird                                        | Niederlande                                             | 2003                       | 2004                                 |
| Valan                                         | Moldau                                                  | 1999                       | 2007                                 |
| Valeologia                                    | Moldau                                                  | 1992                       | 1994                                 |
| Varangfly                                     | Norwegen                                                | 1959                       | 1972                                 |
| Vega Airlines                                 | Bulgarien                                               | 1998                       | 2007                                 |
| Venus Airlines                                | Griechenland                                            | 1992                       | 1996                                 |
| VG Airlines                                   | Belgien                                                 | 2002                       | 2002                                 |
| VHM Schul- und Charterflug                    | Deutschland                                             | 1976                       | 2011                                 |
| Viaggio Air                                   | Bulgarien                                               | 2002                       | 2008                                 |
| Vibroair                                      | Deutschland                                             | 1987                       | 2013                                 |
| Viking Airlines                               | Schweden                                                | 2003                       | 2011                                 |
| Vildanden (virtuell)                          | Norwegen                                                | 2004                       | 2011                                 |
| VIM Airlines                                  | Russland                                                | 2002                       | 2017                                 |
| VIP-Flights                                   | Deutschland                                             | 1999                       | 2013                                 |
| VipJets                                       | Österreich                                              | 2007                       | 2011                                 |
| Virgin Express                                | Belgien                                                 | 1996                       | 2006                                 |
| Virgin Sun Airlines                           | Vereinigtes Königreich                                  | 1998                       | 2001                                 |
| Viva Air                                      | Spanien                                                 | 1988                       | 1999                                 |
| Vladivostok Avia                              | Russland                                                | 1932                       | 2014                                 |
| VLM Airlines                                  | Belgien                                                 | 1992                       | 2016                                 |
| VLM Airlines (2017)                           | Belgien                                                 | 2017                       | 2018                                 |
| Vnukovo Airlines                              | Russland                                                | 1993                       | 2001                                 |
| Volar Airlines                                | Spanien                                                 | 1987                       | 2005                                 |
| Volare Airlines                               | Italien                                                 | 1998                       | 2015                                 |
| VolaSalerno                                   | Italien                                                 | 2008                       | 2008                                 |
| Welcome Air                                   | Österreich                                              | 2000                       | 2017                                 |
| West Air Luxembourg                           | Luxemburg                                               | 2001                       | 2014                                 |
| Westwing A/S                                  | Norwegen                                                | 1966                       | 1972                                 |
| White Eagle Aviation                          | Polen                                                   | 1992                       | 2010                                 |
| Wind Jet                                      | Italien                                                 | 2003                       | 2012                                 |
| Windavia                                      | Portugal                                                | 2013                       | 2014                                 |
| Wirtschaftsflug                               | Deutschland                                             | 1972                       | 1982                                 |
| WOW air                                       | Island                                                  | 2011                       | 2019                                 |
| XL Airways France                             | Frankreich                                              | 1995                       | 2019                                 |
| XL Airways France                             | Frankreich                                              | 2006                       | 2019                                 |
| XL Airways Germany                            | Deutschland                                             | 2006                       | 2012                                 |
| XL Airways UK                                 | Vereinigtes Königreich                                  | 2006                       | 2008                                 |
| YAK Service                                   | Russland                                                | 1993                       | 2011                                 |
| Yes Air Charter                               | Portugal                                                | 2000                       | 2004                                 |
| Young Cargo                                   | Belgien                                                 | 1974                       | 1979                                 |
| yourways                                      | Deutschland                                             | 2018                       | 2019                                 |
| Zoom Airlines                                 | Vereinigtes Königreich                                  | 2006                       | 2008                                 |